# Großsteingrab Sundbylille 1
Das Großsteingrab Sundbylille 1 war eine megalithische Grabanlage der jungsteinzeitlichen Nordgruppe der Trichterbecherkultur im Kirchspiel Jørlunde in der dänischen Kommune Frederikssund. Es wurde im späten 19. oder frühen 20. Jahrhundert zerstört.

## Lage
Das Grab lag östlich von Frederikssund auf einem Feld östlich des Frederikssundsvej. In der näheren Umgebung gibt bzw. gab es zahlreiche weitere megalithische Grabanlagen.

## Forschungsgeschichte
Im Jahr 1890 führten Mitarbeiter des Dänischen Nationalmuseums eine Dokumentation der Fundstelle durch. Bei einer weiteren Dokumentation im Jahr 1942 waren keine baulichen Überreste mehr auszumachen.

## Beschreibung
Die Anlage besaß nach dem Bericht von 1890 eine nord-südlich orientierte rechteckige Hügelschüttung mit einer Länge von etwa 25 Fuß (ca. 7,9 m) und einer Breite von etwa 20 Fuß (ca. 6,3 m). Klaus Ebbesen gibt hiervon abweichend eine Länge von über 9 m und eine Breite von 9 m an. Von der Umfassung waren 1890 noch 14 Steine erhalten: drei stehende im Osten, ein stehender und ein umgekippter im Süden, drei stehende und ein umgekippter im Westen sowie vier stehende und ein umgekippter im Norden.
In der Mitte des Hügels war die Spitze eines einzelnen Steins erkennbar. Möglicherweise handelte es sich um einen Stein einer weitgehend im Hügel verborgenen Grabkammer.